# النسوية في مصر

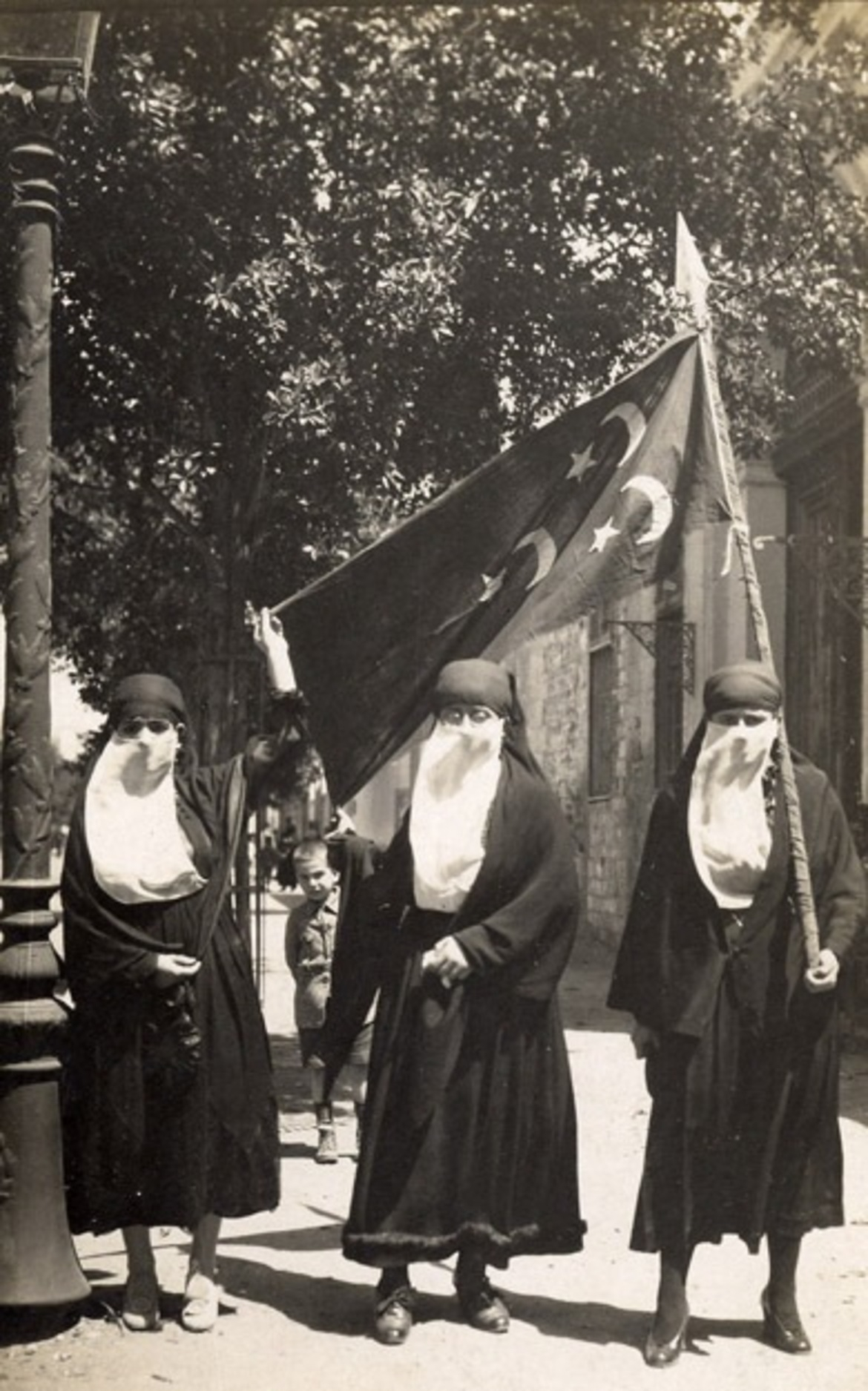
مظاهرة نسوية قومية في مصر عام 1919.

النسوية في مصر تضمنت العديد من التجمعات الاجتماعية والسياسية عبر تاريخها. ورغم أن مصر كانت رائدة في العديد من الحقول الإصلاحية، خاصةً «في تنمية الحركات الوطنية، ومقاومة الإمبريالية، والنسوية»، فلم تكن مسيرتها في قضايا المساواة بين الجنسين وحقوق المرأة بالأمر الهين.

## المرأة في التاريخ المصري
في التاريخ المصري القديم (انظر مصر القديمة)، يُعتقد أن وضع المرأة في المجتمع المصري كان مساويًا للرجل. فعلى سبيل المثال، لعبت الآلهة المصريات دورًا حيويًا في الديانات المصرية يوازي أهمية دور الآلهة الذكور. فآلهة مثل موط، إيزيس، وحتحور، حكمن وسيطرن على العديد من حقول النشاط الإنساني. ويعتقد العديد من الباحثون أن ذلك الوضع السامي لتلك الآلهة يشير لوضع المرأة في المجتمع الفرعوني. ومما يشير بقوة لتلك المساواة حقيقة حكم مصر من قِبَل ملكات- فراعنة إناث مثل سبك نفرو، حتشبسوت، وكليوباترا السابعة، حكامًا مثل مريت نيت وأحمس نفرتاري، أو حاملات لألقاب تشريفية كزوجة آمون أثناء الفترة المتأخرة. ولكن منذ أن مناصب الأخيرات تُعد متوارَثَة، فتُعد نساء مثل الطبيبتان مريت بتاح وبسشيت، الوزيرة نبت، والكاتبة إرتيراو، القادمات من عامة الشعب، أمثلة فضلى لوضع المرأة في مصر. ومن الممكن أيضًا الاستشهاد بأمثلة من الأعمال الفنية المصرية المبكرة للدلالة على وضع المرأة في مصر؛ فرسومات الفترات المبكرة رسمت الرجال والنساء في نفس الطول. ويرى كومباري جيْوردينا أنه من بعد عام 2000 قبل الميلاد، صارت النساء تُصور بشكل ما أصغر من الذكور، مما قد يشير لتضآل وضعهن.

### الاستعمار الغربي
كانت السيطرة على مصر دلالة مميزة للإشارة للدولة المهيمنة في ذلك العصر. فقد تتابعت أشكال الاستعمار على مصر، بدءًا من السيطرة الرومانية، إلى تحولها للحكم العربي في القرن السابع، ثم خضوعها للإمبراطورية العثمانية في القرن السادس عشر (انظر تاريخ مصر، مصر). ورغم كل ذلك، إلا أن الاستعمار الذي بدأ حقًا في تغيير وضع المرأة المصرية كان الاستعمار الفرنسي، الذي أشعل شرارة التغيرات الاجتماعية في البلاد.
كان للحملة الفرنسية على مصر، والتي قادها نابليون الأول، عام 1798، إسقاطات هامة على البلاد. فقد سببت تلك الحملة في تدفق سريع للأفكار الأوروبية لمصر، من ضمنها أفكار الثورة الفرنسية. فقد كانت هناك زيجات فيما بين ضباط فرنسيين اعتنقوا الإسلام ونساء مصريات. وكانت هناك «حالات لمصريات تحاكين سلوكيات وملابس نساء الحملة». مثل تلك الأفكار والممارسات لم يكن مرحب بها على الإطلاق في مصر. نتيجةً لذلك، حدثت انتفاضة عنيفة ضد تلك الأفكار. حتى أن المؤرخ التاريخي الجبرتي علق مرارًا على «الابتكارات الخبيثة وإفساد النساء الحاصل بسبب الاستعمار الفرنسي».
ومن بعد سلسلة من الحروب الأهلية [بحاجة لتوضيح]، شهدت مصر نهاية الاستعمار الفرنسي. وقبض محمد علي باشا يده على حكم مصر من بعد الاستعمار، وعُين واليًا لمصر للإمبراطورية العثمانية (انظر استيلاء محمد علي باشا على السلطة). وخلال فترة حكمه نُفذت العديد من الإصلاحات العصرية في مصر. وقد شملت تلك الإصلاحات إدخال مصر في مرحلة التصنيع، والتي شملت العديد من الإصلاحات في التعليم. ورغم اعتباره للتعليم على أنه «وسيلة لإعداد الشباب للخدمة العامة»، فقد حصلت تطورات عديدة في تعليم المرأة. فقد استطاعت البنات من الطبقات العليا في مصر تلقي التعليم في بيوتهن، أما البنات الفقيرات فقد واظبن على حضور الكُتاب، حيث كان يُعلم القرآن مع بعض دروس القراءة والكتابة. وفي عام 1832، أقام محمد علي مدرسة لإعداد البنات والنساء على أن يكن ربات بيوت. وفي عهد إسماعيل باشا، خليفة محمد علي، حدث تقدم أقوى لوضع النساء في المجتمع المصري. في عام 1873، قامت زوجته الثالثه، جاشم عفت هانوم، بإنشاء مدرسة سولية للبنات، والتي وفرت لهن تعليمًا في العديد من المواد، بدءًا من التاريخ والدين إلى علم الحساب. ورغم تلك التحسينات، إلا أن تعليم النساء ظل محدودًا. فوفقًأ لعبد القادر، كان «الهدف محصورًا في إعداد البنات كي يكن أمهات فاعلات وزوجات جيدات، واقتصرت الفائدة بالكاد على بنات الطبقات الغنية».
ورغم الإصلاحات الاجتماعية والاقتصادية التي نفذها إسماعيل باشا، إلا أن مصر وقعت تحت طائلة الديون للدول الأوروبية. وبهدف حماية مصالحها المالية، خاصةً تلك التي في قناة السويس، قامت بريطانيا بتوسيع سيطرتها على الحكومة المصرية (1882).
في تلك الفترة، بدأت المعارضة تجاه التدخل الأجنبي بالنمو. وقد أدى رد الفعل ضد الحركات المناهضة للاحتلال الغربي والمستاءة من الأوضاع الاجتماعية والاقتصادية إلى انصهار الحركة الوطنية. ولكن مع الوقت، بدأت الحركات الإصلاحية والنسوية، والتي كانت متصلتان بشدة في البداية، بالتباعد عن بعضهما البعض.

## نمو النزعة القومية
شهد القرن العشرين نموًا في الوعي الوطني. «نتج عن التواجد الطاغي لأوروبا وانهيار الكثير من النظم التقليدية في مصر لإعادة تفكير في موقعها وشكل علاقاتها مع الغرب. لذلك بدت قضية الاستقلال الوطني إجابةً للسيطرة الغربية». زاد الاستياء بداخل المجتمع المصري، ما أدى به للمطالبة بالإصلاح، والذي كان جزءًا منه تحسين وضع المرأة. «منذ نهاية القرن التاسع عشر، ادعى الوطنيون المصريون أنه لن يكون هناك تحسن في الأوضاع إذا لم يقابله تحسن في وضع المرأة».
قاد سعد زغلول وحزب الوفد الحركة الوطنية. كان الحزب هو أول تجمع شعبي منظم في مصر. ورغم تحقيق سعد زغلول والوفد للأغبية بالمجلس التشريعي، إلا أن هذا لم يوقف بريطانيا من نفي زغلول وبعض من رفاقه إلى مالطا في 8 مارس 1919. ما شكل القشة الأخيرة لظهر المصريين، وقد انتفض المصريون ضد البريطانيين، ما اعتُبر أول ثورة في التاريخ الحديث للبلاد.

### ثورة 1919
حفز القمع الغربي المتوازي مع نفي زعيم الوفد سعد زغلول على إحداث تغيير أدى لاشتعال مظاهرات عنيفة. شاركت كل طبقات المجتمع المصري، وكانت تلك المرة الأولى التي تشارك فيها المرأة في مثل تلك الأحداث. في الواقع «فإن التحريض السياسي المفتوح والمشاركة السياسية للمرأة بدأت باشتراكهن في الحركة الوطنية ضد البريطانيين».
«صاحت نساء القاهرة المحجبات في الشوارع بشعارات الحرية والاستقلال عن الاستعمار الغربي. ونظمن إضرابات ومظاهرات، ومقاطعات للبضائع البريطانية، وكتبن عرائض تستنكر الأفعال البريطانية في مصر». ويُنظر لتلك المظاهرات على أنها أولى مراحل تكون النسوية المصرية. في 16 مارس 1919، خرجت ثلاثمائة امرأة في مسيرة إلي «بيت الأمة» (منزل سعد زغلول)، للمطالبة بالاستقلال الوطني وحرية المرأة في نفس الوقت. ومع مرور الوقت، ونتيجة قمع جنود الاحتلال، ازدادت حدة المظاهرات، وخرجت النساء من جميع طبقات المجتمع. خلال تلك المظاهرات، سقطت أول شهيدة مصرية برصاص الاحتلال تسمي «شفيقة بنت محمد». تحولت جنازتها إلى مظاهرة كبرى، اشترك في الآلاف من النساء، سقط خلالها أربع شهيدات أخريات هن: «عائشة بنت عمر» و «فهيمة رياض» و «حمدية بنت خليل» و «نجيبة بنت إسماعيل».

## الاتحاد النسوي المصري
تُعتبر الفترة فيما بين 1923-1939 المرحلة الأولى من الحركة النسوية في مصر. شكلت الزعيمة السابقة للجنة المرأة بحزب الوفد، هدى الشعراوي، الاتحاد النسوي المصري. أدى ذلك لاشتراكها في مؤتمر نسوي دولي بروما، ومنذ عودتها، قامت مع نبوية موسى وسيزا نبراوي، بفعل ضد السلطات والتقاليد المصرية، والذي أثار غضبًا واسعًا، برمي برقعها في البحر. اعتُبر هذا الفعل فضيحة لشعراوي، والتي كانت زوجة باشا مرموق. ولكن رغم ذلك، فقد استطاعت إلهام نساء أخرياء لخلع براقعهن.
كرس الاتحاد النسوي المصري نفسه لخدمة قضايا التعليم، والرفاه الاجتماعي، وإحداث تغييرات في القانون الخاص بهدف توفير مساواة بين الرجال والنساء في مصر. اعتبر الاتحاد أن المشاكل الاجتماعية في مصر، كالفقر، والدعارة، والأمية، والحالة الصحية المتردية، ليست ناتجة عن خلل اجتماعي اقتصادي بعينه، ولكن بسبب إهمال الدولة لمسؤولياتها تجاه شعبها. رأى الاتحاد أن على الدولة مسؤولية تجاه حفظ أخلاق الشعب تمامًا كسعيه لتحقيق الرفاه. ولكن رغم ذلك، فقد ركزت بشكل ضيق على القضايا الخاصة بالمرأة من منظور طبقي يخص نساء الطبقات العليا.
بدا ذلك واضحًا في مجلة L'Egyptienne (المصرية) النسوية، والتي أصدرها الاتحاد. فقد كانت تُكتب وتُنشر باللغة الفرنسية، وكانت الجريدة متاحة فقط للمصريين المتحدثين باللغة الفرنسية، والذين كانوا في الأغلب من الطبقات العليا. رغم ذلك، فقد كانت القضايا التي تُناقش في المجلة تتضمن الإصلاحات التركية تجاه المرأة، والتي أثرت على النساء المصريات والإسلام. نصت محررة المجلة سيزا نبراوي عام 1927 على «أننا النسويات المصريات، نحترم ديننا بشكل عميق. وهدفنا أن نراه يُمارس بروحه الحقيقية». كما صُدرت جريدة أخرى عام 1937، وسُميت بـالمصرية.
ورغم أن الدستور 1924 قد غير بعضًا من أوضاع المرأة، مثل رفع سن الزواج لـ 16 عامًا، إلا أن مسألة حقوق المرأة السياسية قد تجوهلت، وكذلك الحق في الطلاق وإلغاء تعدد الزوجات. في عام 1935، حاضرت هدي الشعراوي في الجامعة الأمريكية بالقاهرة حول وضع النساء، ونادت بإلغاء تعدد الزوجات. قوبل خطابها بمعارضة شيخين من جامعة الأزهر. ولكن رغم ذلك الاعتراض، وفقًا لكومباري جيوردينا، قابل الجمهور ذلك الخطاب بالترحاب، وأخذ صف شعراوي، ما مَثَل موقفًا رمزيًا للتغير الحاصل في الرأي المتعلم. ومن شدة الترحاب بذلك الخطاب، فقد نُشر نص الخطاب في إحدى الجرائد الرائدة، وانتشرت بشكل واسع وسط العالم العربي. تعرقل صعود نجم النسوية في مصر نظرًا للتوجهات النخبوية والتحيزات الطبقية المتبقية لديها. فلم تكن النسوية ممثلة بشكل منصف للقطاع العريض من النساء المصريات. حتى أنه يُرى أن الحركة النسوية «اتبعت الممارسات السياسية لغالبية الأحزاب في مصر فيما بين العشرينات والثلاثينات، والتي اعتبرت السياسة امتيازًا للنخبة المتعلمة». بدأ النشاط النسوي في التباطؤ نظرًا للمناخ السياسي والنقد الذي زاد تجاه الحركة.

### أمثلة للانتقادات التي واجهت الحركة النسوية المبكرة
نظر العديد للتغيرات الحاصة لوضع المرأة في مصر على أنها «الغزو النهائي في الميدان الأخير الذين يستطيعون التحكم فيه تجاه الكفار العدوانيين، منذ أن أُخذت سيادة الدولة وكثير من اقتصادها من قِبَل الغرب». رأى طلعت حرب، أحد الوطنيين البارزين في ذلك الوقت، في كتابه «تربية المرأة والحجاب»، عام 1905، أن «تحرير المرأة مجرد مؤامرة أخرى لإضعاف الأمة المصرية ونشر الفجور والانحطاط في المجتمع. وانتقد المصريين الطامحين لمحاكاة الغرب، ورأى أن هناك مخطط أوروبي استعماري لتصدير صورة سلبية عن وضع المرأة المسلمة»[بحاجة لتوضيح].
لم تكن كل الانتقادات ضد فكرة تحرير المرأة بالكامل. فعلى سبيل المثال، يطمأن أحمد السيد قادته في الحركة الوطنية على أنه بالرغم الأحداث العاصفة بأوروبا التي «سعت فيها النساء لإشباع مطالبهن للحقوق الفردية وبدأن بمنافسة الرجال في السياسة» «ليست قضيتنا تسوية الرجال بالنساء فيما يخص حق الانتخاب وتولي المناصب. فنساؤنا، بارك الله فيهن، لا يطالبن بمثل تلك المطالب، والتي ستؤدي للإخلال بالسلم العام»«هن يطالبن فقط بالتعليم والإرشاد». أي تغيير في الوضع الاجتماعي للمرأة المصرية كان في الأغلب «مُبَرر لحاجة المجتمع، ليس لحقوقهن كأفراد». سمح ذلك بإقامة حدود لمنع إجراء إصلاحات زائدة عن الحد لأوضاعهن. وعبر تحسين عدة جوانب من حقوقهن في المجتمع المصري، كمنحهن حق التعلم، أدى ذلك لإرضاء الطبقات العليا والوسطى.

## النسوية المصرية من بعد الحرب العالمية الثانية
تولدت عن نهاية الحرب العالمية الثانية، والظروف الاقتصادية الصعبة، والفساد السياسي للنظام القديم (النظام الملكي للملك فاروق الأول)، دفعة قوية لتطرف أخر في السياسة المصرية. وقد تأثرت الحركة النسوية بتحول مشابه.
رغم رؤية بعض الكتاب لأن النسوية بدأت في الانحدار في الفترة اللاحقة للحرب العالمية الثانية، إلا أن البعض الأخر يرى أن في تلك الفترة بالذات، بلغت الحركة النسوية نضوجها. فوفقًا لنلسون، حينها فقط بدأت الأفكار والأيدلوجيات والأهداف والاساليب تتعدد في الحركة النسوية، كما بدأت تتجاوز ميولها النخبوية. اتسمت تلك المرحلة الجديدة من الحركة النسوية بنهج أكثر تطرفًا. وتعالت أصوات الأجيال الشابة من النساء المصريات المتأثرات بصعود الحركات الطلابية والعمالية، حيث بُدئ في السماع إليهن، ولم يكن راضيات عن الوضع الحالي للاتحاد النسوي المصري. فقد استُشعر أن تكتيكات وأساليب الاتحاد قد ولى عليها الزمن، واحتاجت للتجديد، فلم يعد كافيًا إنشاء مصحات علاجية، دون إنكار أهميتها. كما استشعر أعضاء الاتحاد أن توزيع العطايا الخيرية ليس بحل سليم للمشاكل الاجتماعية. وبشكل أساسي، تطور مفهوم المساواة في الحقوق، فلم يعد يعني فقط الحق في التعليم، ولكن تعدى ذلك المنظور بكثير.
عام 1942، أُنشى الحزب النسائي المصري، والذي ترأسته فاطمة نعمت راشد، حيث نادى الحزب باستكمال مسيرة التسوية بين النساء والرجال في التعليم، والعمل، والتمثيل السياسي، والحقوق. كما نادى في أجازة مدفوعة الأجر للنساء العاملات. كما تشكت اتحاد نسائي أخر عام 1948، ألا وهو بنت النيل. كان شاغلهم الرئيسي هو الحصول على كافة الحقوق السياسية للنساء. هدف ذلك الاتحاد للتركيز على إشراك المرأة في عمليات اتخاذ القرار. كما دعمت برامج محور الأمية، ودعت لتحسين الخدمات الصحية بين الفقراء، وهدفت لتعزيز حقوق المرأة والعناية بالأطفال.
كانت درية شفيق هي قائدة الحركة، وقد عكست التوجه الليبرالي للنسويات الحديثات، والذي تحدث نشاطهن الدولة بشكل مفتوح. في عام 1951، قبل ثورة 1952، اقتحمت درية شفيق و1500 امرأة البرلمان، مطالبات بحقوقهن السياسية كاملةً، وإصلاح لقانون الأحوال الشخصية، ومقابل عادل لساعات العمل. عام 1954، شاركت شفيق ومعها عدد من النساء في إضراب عن الطعام لعشرة أيام، اعتراضًا على لجنة دستورية لم يكن للنساء فيها مكان. وقد كانت أكثر المواجهات مباشرةً بينها وبين عبد الناصر في عام 1957، فقد بدأت في إضراب أخر عن الطعام في مظاهرة ضد احتلال مساحات من الأراضي المصرية من قِبل القوات الإسرائيلية، واعتراضًا (كما رأت) على «الحكم الديكتاتوري للسلطات المصرية والتي تدفع البلاد نحة الإفلاس والفوضى».

## من الخمسينات إلى بدايات السبعينات
عام 1952، استولى الجيش على السلطة في مصر، وخلع الملك عن العرش. وقد أصدر مجلس قيادة الثورة بيانًا يعلن فيه عن حل جميع الأحزاب السياسية. نتج عن ذلك حظر جميع الحركات النسوية المستقلة. وقد استُبدلت تلك المنظمات والحركات بالأحزاب السياسية التابعة للنظام. خلال تلك الفترة، ارتدت الحركة النسوية للعمل الخيري. ورغم تلك الظروف، إلا أن عددًا من الحقوق قد مُنحت للنساء، ليس فقط فيما يخص التعليم والعمل، ولكن أيضًا بمنحهن حق الانتخاب والترشح عبر دستور 1956 للمرة الأولى.

## منذ بدايات السبعينات
مثل انحدار نظام عبد الناصر عصرًا جديدًا للحركة النسوية في مصر. ففي عام 1972، نُشر كتاب نوال السعداوي المرأة والجنس، صار رمزًا لإعادة إحياء الحركة. طالب الكتاب بمعيار موحد لمفهوم الشرف لكلي النساء والرجال، وهجر الممارسات الاجتماعية التي تستغل الدين لتبرير اضطهاد المرأة. سبب الكتاب رد فعل عنيف داخل المجتمع المصري، خاصة لأنه جاء مع صعود الأصولية الدينية في البلاد.
أثناء الثمانينات، تكونت مجموعات نسوية جديدة لمواجهة الأصولية الدينية. مثل حركة المرأة الجديدة في القاهرة، والتي ركزت على دراسة التاريخ النسوي للبلاد بهدف تحديد برنامج جديد لاتخاذ أخر ما توصلت له الحركة النسوية كنقطة انطلاق جديدة. وتشكلت منظمة أخرى وهي لجنة الدفاع عن النساء وحقوق الأسرة عام 1985. تكونت تلك اللجنة بهدف دعم حملة تعديل قانون الأحوال الشخصية.

## النسوية في مصر في القرن الحادي والعشرين
اليوم، هناك العديد من التجمعات النسوية في مصر. بعض تلك الحركات تابعة للدولة بشكل أو بأخر، فهناك لجان للمرأة في الأحزاب السياسية، مثل اتحاد المرأة التقدمية التابع لسكرتارية حزب العمل للمرأة. هناك أيضًا العديد من التجمعات النسوية المستقلة مثل مركز أبحاث المرأة الجديدة، وجمعية بنت الأرض. ورغم أن تلك المنظمات ذات أهداف مختلفة، إلا أنهم بشكل عام يعملون على تحسين وضع المرأة في المجتمع المصرية، عبر محو الأمية، وتحسين الوعي بالديمقراطية وبحقوق الإنسان، وزيادة مشاركة المرأة في الحياة السياسية، وتنمية صحتها.
كما ظهرت مجددًا حركة نسوية إسلامية، والتي تتسم بانطلاقها من الإسلام كمرجعية. ترى النسوية الإسلامية أن الاختلاف في الجنس ليس اختلافًا في القدرة، وإنما اختلاف في صفات وأدوار كلًا من الجنسين. يرى معتنقو تلك الأفكار أن الإسلام قد أقام إطارًا من المساواة، وبدلًا من الدعوة لتغير القوانين الموجودة، فيدعو الإسلاميون للعودة للإسلام الصحيح، حتى يخرج كلًا من المرأة والرجل طاقاتهم الكاملة.
من الظاهر أن النسوية صارت أولوية للدولة منذ عام 2000، مع إنشاء المجلس القومي للمرأة، والذي يعمل بمنتهى النشاط للإعلاء من حقوق المرأة في مصر. وفي تشريع صدر بعام 2000، مُنح للنساء حق الخلع، ولتمرير الجنسية لأطفالهن الطبيعيين في 2004. تُعد تلك الخطوات دفعة هامة للأمام، والتي تعود لوجود حكومة مصرية في صف النسوية، ووجود جماعة ضغط بداخل الحكومة وخارج نطاق مؤسسات الدولة عبر مؤسسات المجتمع المدني.

### النسوية والتعليم المصري
راجعت الحكومة المصرية التشريع الصادر عام 1994، ونصت على منع الفتيات تحت سن الـ12 عامًا من تغطية شعورهن وأوجههن بارتداء الحجاب أو النقاب. اعتُبر ذلك كحركة مناهضة للإسلام، وواجهت نقدًا عنيفًا من القادة الإسلاميين عبر البلاد. وقد انقلب المنع عام 1996 بحكم من المحكمة العليا في مصر. وفي أغسطس 2015، مُنع الحجاب مرة أخرى من قِبَل وزير التربية والتعليم، محب الرفاعي، دون تحديد سنًا معينًا يُسمح بارتدائه فيه. وقال الرفاعي بأن القرآن لا يفرض الفتيات اللاتي بلغن بارتداء الحجاب أو النقاب، وبالتالي فليس عليهن ارتدائه قبل الدراسة الإعدادية.
جُلبت قضية الحجاب لساحة الرأي العام في مارس 2015، بعد أن قُبض على معلمة تربية دينية في مدرسة ابتدائية بالفيوم، نظرًا لأنها ضربت فتاة لم ترتدِ الحجاب. ورغم أن العقاب الجسدي مقبولًا في أغلب المدارس، إلا أن درجة وطبيعة العقاب كانتا غير مسبوقتان.

### التحرش الجنسي في مصر
في 4 يونيو 2014، مُرر قانون يجرم التحرش الجنسي. يُعد ذلك القانون هو الأول في مسألة التحرش في التاريخ المصري. نص القانون على أن التحرش اللفظي، أو الجسدي، أو السلوكي، أو الهاتفي، أو عن طريق الإنترنت، يمكن أن يؤدي لعقوبة الحبس فيما بين 6 أشهر إلى 5 أعوام، وغرامة تصل إلى 50 ألف جنيه. العديد من المنظمات المنشغلة بحقوق الإنسان ترى أن تغليظ القوانين ليس كافيًا للقضاء على مناخ يحرض على التحرش والعنف الجنسي. نشرت هيئة الأمم المتحدة للمرأة تقريرًا على إحصائيات التحرش في مصر. تُعد مصر الثانية على مستوى العالم في معدلات التحرش، بعد أفغانستان التي تحتل المرتبة الأولى.
بينت الدراسة أن 99.3% من النساء المصريات تعرضن لنوع من أنواع التحرش الجنسي. بين المسح أن أكثر شكل منتشر من التحرش كان اللمس غير المرغوب، يليه التحرش اللفظي. تضمن المسح تقارير أخرى عن التحرش الجنسي وفقًا لوقت اليوم، ومهن المتحرشين ومحافظاتهم. البحث في «دراسة حول طرق ومناههج القضاء على التحرش الجنسي في مصر»، والذي أجرته هيئة الأمم المتحدة للمرأة عام 2013، ذكرت أن 82.6% من النساء قد ذكرن أنهن يشعرن بقلة الأمان، خاصةً حين يستعملن مواصلة من المواصلات العامة.
استجابةً لتلك الإحصائيات، قامت مصر بعدة محاولات لمكافحة التحرش. وأطلق صندوق الأمم المتحدة للسكان برنامجًا لمواجهة التحرش في الجامعات. وتعد وزارة التعليم العالي سياسة جامعية لتقوية الآليات المؤسسية لمواجهة العنف ضد المرأة. وسيبتكر البرنامج قناة رسمية تبلغ من خلاله النساء عن حالات التحرش والعنف. وسوف تقوم المؤسسة التعليمية بعد ذلك بالاستجابة للتقرير بما هو ملائم من عقوبات وغيرها من الوسائل.
الأنثوية في مصر تشمل عدداً من الفئات الاجتماعية والسياسية طوال تاريخها. وعلى الرغم من أن مصر كانت في كثير من النواحي رائدة في مجال الإصلاح خصوصاً في تطوير الحركات القومية، وحركات مقاومة الإمبريالية والحركات الأنثوية، إلا أن تطورها في النضال من أجل المساواة للمرأة وحقوقها لم يكن سهلاً.

## وضع المرأة في التاريخ المصري
في التاريخ المصري القديم، كانت للمرأة في المجتمع المصري نفس مكانة الرجل؛ فعلى سبيل المثال، لعبت الإلهات الإناث دوراً حيوياً في الديانة المصرية القديمة، لدرجة أنها امتلكت ذات الأهمية التي كانت للآلهة الذكور. إلهات مثل موط وإيزيس وحتحور حكمن مناطق عديدة من الأنشطة البشرية.
ويعتقد الكثير من الباحثين أن المكانة العالية للإلهات يعكس المكانة العالية للمرأة في المجتمع المصري القديم. وهو ما تؤكده حقيقة أن مصر قد حُكِمَت بواسطة ملكات مثل: سبك نفرو وحتشبسوت وكليوباترا، وأوصياء مثل: مريت نيت أو أحمس-نفرتاري أو حاملات اللقب المرموق «زوجة آمون» خلال العصور المتأخرة. ومن أمثلة المرأة ذات المكانة المرموقة التي انتمت إلى عامة الشعب: الطبيبة مريت بتاح وبسشيت والوزيرة نيبيت. كذلك توضح الأعمال الفنية المصرية القديمة مكانة المرأة؛ حيث تُظهِر رسومات عهد الدولة القديمة الرجال والنساء بنفس المستوى والحجم.
كان للحملة الفرنسية على مصر بقيادة نابليون بونابرت في 1798 آثار اجتماعية كبيرة على مصر؛ حيث تسببت في تدفّق سريع للأفكار الأوروبية بما في ذلك فكر الثورة الفرنسية. تمّت زيجات بين ضباط فرنسيين اعتنقوا الإسلام ومصريات. كما قامت بعض المصريات بتقليد سلوك وملابس الغربيات. لكن ظهر رد فعل قوي تجاه مثل تلك الأفكار الغربية؛ حيث كتب المؤرخ عبد الرحمن الجبرتي معتبراً إياها: «ابتكارات خبيثة وفساد من النساء ناجم عن الاحتلال الفرنسي».
وفي عهد محمد علي باشا، حدثت إصلاحات في تعليم الفتيات؛ حيث كانت بنات الأسر العليا في مصر تتلقى التعليم منزلياً، بينما استطاعت الفتيات الفقيرات الذهاب إلى الكتاتيب لدراسة القرآن وتعلم القراءة والكتابة. وفي 1832، بنى محمد علي مدرسة للتمريض للفتيات. وتم إجراء المزيد من التحسينات على وضع المرأة في المجتمع المصري في عهد الخديوي إسماعيل، خليفة محمد علي، والذي قامت زوجته الثالثة بإنشاء مدرسة للفتيات لتدريس الدين والتاريخ والحساب. لكن مع ذلك، ظل تعليم الفتيات مُقيداً؛ حيث كان الغرض منه مقتصراً على إعداد الفتيات ليكنّ زوجات وأمهات جيدات.
في بداية القرن العشرين، ازداد الحس القومي لدى المصريين وظهرت دعوات للتطور والإصلاح، ورأى القوميون المصريون أنه لا يمكن أن يحدث أي تحسن للدولة دون تحسن وضع المرأة. وقد شهدت ثورة 1919 مشاركة نسائية واسعة ضد الاحتلال البريطاني لمصر؛؛ حيث شاركت المصريات في مواكب في الشوارع ورددن هتافات من أجل الاستقلال والتحرر من الاحتلال البريطاني، كما شاركن في حملات مقاطعة البضائع الإنجليزية، وكتابة منشورات احتجاجية ضد الممارسات البريطانية في مصر.